# Tadeusz Makarewicz
Tadeusz Makarewicz (ur. 17 sierpnia 1925 w Niewirkowie, zm. 4 maja 2025) – pułkownik dyplomowany Wojska Polskiego, członek Wojskowej Rady Ocalenia Narodowego w latach 1981–1983.

## Życiorys
Syn Stanisława i Teresy. Miał trójkę rodzeństwa, siostrę Elżbietę i braci Kazimierza (późniejszego generała dywizji WP) oraz Stefana. Jego ojciec przed wojną był osadnikiem wojskowym. W lutym 1940 został deportowany wraz z rodziną w głąb ZSRR.

### Kariera wojskowa
W czerwcu 1943 wstąpił na ochotnika wraz z bratem Kazimierzem do 1 DP im. Tadeusza Kościuszki. W jej szeregach wziął udział bitwie pod Lenino. Po ukończeniu szkoły podoficerskiej został skierowany do 3 DP im. Romualda Traugutta. W październiku 1944 ukończył szkołę oficerską przy 1 Armii Wojska Polskiego. Podczas walk o Kołobrzeg był ranny. W okresie od kwietnia do września 1945 na Kursie Doskonalenia Oficerów przy Akademii Wojennej im. Frunzego. W 1947 i 1948, jako dowódca plutonu w 62 i 57 pp, brał udział w walkach z oddziałami podziemia antykomunistycznego.
W latach 1949–1950 studiował w Wyższej Szkole Piechoty, a w latach 1960–1963 w Akademii Sztabu Generalnego. Otrzymał tytuł oficera dyplomowanego. Od września 1955 do sierpnia 1960 był zastępcą komendanta Oficerskiej Szkoły Marynarki Wojennej ds. Liniowych. W 1964 awansowany do stopnia pułkownika. W latach 1973–1987 dowódca Zgrupowania Jednostek Zabezpieczenia Ministerstwa Obrony Narodowej. W okresie stanu wojennego członek Wojskowej Rady Ocalenia Narodowego. Od lutego 1987 do marca 1991 attaché wojskowy, morski i lotniczy przy polskiej ambasadzie w Sofii. W lipcu 1991 zakończył zawodową służbę wojskową i został przeniesiony w stan spoczynku.

### Działalność polityczna i społeczna
W kwietniu 1948 wstąpił do PPR. Później był członkiem PZPR. Delegat na VIII Zjazd PZPR (1980). Ukończył w 1978 WUML.
Od momentu przejścia na emeryturę został działaczem licznych organizacji społecznych i kombatanckich, m.in. Stowarzyszenia Kawalerów Orderu Wojennego Virtuti Militari – Kombatantów Wojska Polskiego (członek Zarządu Krajowego), Klubu Kombatantów 1 DP T. Kościuszki, Związku Kombatantów RP i Byłych Więźniów Politycznych oraz Związku Żołnierzy Wojska Polskiego.

## Ordery i odznaczenia
- Krzyż Srebrny Orderu Virtuti Militari
- Krzyż Walecznych
- Order Krzyża Grunwaldu III klasy
- Order Sztandaru Pracy I klasy
- Krzyż Komandorski Orderu Odrodzenia Polski
- Krzyż Kawalerski Orderu Odrodzenia Polski
- Medal za Odrę, Nysę i Bałtyk
- Medal 10-lecia Polski Ludowej
- Medal 30-lecia Polski Ludowej
- Medal 40-lecia Polski Ludowej
- Medal Zwycięstwa i Wolności 1945
- Złoty Medal „Siły Zbrojne w Służbie Ojczyzny”
- Srebrny Medal „Siły Zbrojne w Służbie Ojczyzny”
- Brązowy Medal „Siły Zbrojne w Służbie Ojczyzny”
- Medal „Za udział w walkach o Berlin”
- Medal „Za udział w walkach w obronie władzy ludowej”
- Złoty Medal „Za zasługi dla obronności kraju”
- Srebrny medal „Za Zasługi dla Obronności Kraju”
- Brązowy medal „Za Zasługi dla Obronności Kraju”
- Odznaka Kościuszkowska
- Krzyż Złoty z Gwiazdą „Za Zasługi dla Związku Żołnierzy Wojska Polskiego”
- Srebrna odznaka honorowa „Za Zasługi dla Warszawy” (1965)[7]
- Medal „Za zwycięstwo nad Niemcami w Wielkiej Wojnie Ojczyźnianej 1941–1945” (ZSRR)
- Medal jubileuszowy „Dwudziestolecia zwycięstwa w Wielkiej Wojnie Ojczyźnianej 1941–1945” (ZSRR)
- Medal jubileuszowy „Trzydziestolecia zwycięstwa w Wielkiej Wojnie Ojczyźnianej 1941–1945” (ZSRR)
- Medal jubileuszowy „Czterdziestolecia zwycięstwa w Wielkiej Wojnie Ojczyźnianej 1941–1945” (ZSRR)